# Aloimunidade
Aloimunidade é a propriedade imune que um organismo adquire contra células de outros organismos da mesma espécie. Isto pode ocorrer num recipiente após alotransplante (transfusão de fluídos como sangue ou plasma ou transplante de órgãos, células e tecidos provenientes de um indivíduo geneticamente diferente) ou no feto depois dos anticorpos maternais passarem pela placenta até ao feto (como no caso da eritroblastose fetal).
Não confundir com autoimunidade, que é quando o organismo ataca as células do próprio organismo.